# Sunnie Huang
Sunnie Huang Xiao Rou (caratteri cinesi: 黃小柔; Kaohsiung, 3 ottobre 1981) è una cantante, attrice e conduttrice televisiva taiwanese.

## Carriera
Huang ha dato avvio alla propria carriera come membro del gruppo femminile 4 in Love, dove le fu dato il nome d'arte Sunnie. La popolarità del gruppo nell'industria musicale era a malapena mediocre ed il successo ottenuto fu molto limitato. Dopo lo scioglimento del gruppo, Huang ha continuato a perseguire la propria carriera nel mondo dello spettacolo come attrice di serie televisive, tra le quali ricordiamo KO One e The X-Family.

## Serie televisive
- The X-Family (GTV, 2007)
- Huang Cheng Huo Shan 荒城火山 (PTS, 2007)
- KO One (GTV, 2005)
- Tomorrow (CTV, 2002)

## Partecipazioni a colonne sonore
- Wu la ba ha (嗚啦巴哈), colonna sonora di The X-Family (2007)